# Misako Aoki
Misako Aoki (青木 美沙子, Aoki Misako, Chiba, 3 juni 1983) is een Japans verpleegster, model en voorzitter van de Japanse Lolitaclub voor de lolita-subcultuur.

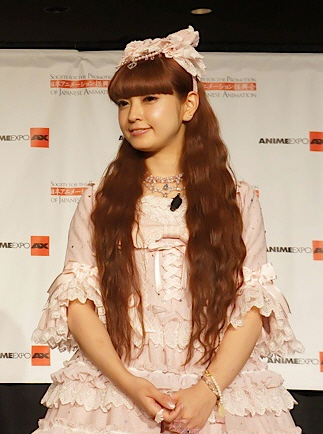
Misako op Anime Expo 2012

Misako werd ontdekt als model in Harajuku te Tokio op 15-jarige leeftijd. Als model voor het magazine KERA kreeg ze de kans om de lolita-modestijl te dragen. Aanvankelijk hield Misako niet van de stijl, maar doordat ze er model voor stond, ging ze er meer van houden. Ze studeerde verpleegkunde aan de Universiteit van Tokai. Ze verdeelt haar tijd tussen haar werk als verpleegster en het promoten van lolita.
In 2009 werd Misako als "Ambassadeur van Kawaii" aangesteld door het Japanse Ministerie voor Buitenlandse Zaken. Hoewel ze eerst verlegen was om haar titel, gaf deze haar de kans om te reizen en om na te gaan in hoeverre kawaii zich verspreid heeft doorheen de wereld. Misako gebruikt het woord kawaii (schattig) om de lolitastijl te beschrijven. Om de modestijl wereldwijd bekendheid te geven, stichtte de Omula Beauty Fashion Hogeschool (大村美容ファッション専門学校, Ōmura Biyō Fasshon Senmon Gakkō) de Japanse Lolitaclub te Fukuoka in 2013. Misako is het hoofd van deze organisatie. In 2014 publiceerde Misako een boek getiteld "ロリータファッションBOOK" ("Lolita Fashion BOOK") over haar ervaringen bij het dragen van de lolitamode.